# Surfe de montanha
Surfe de montanha, surfe na montanha, ou até surfe de pedra (em inglês: mountain surf), é um desporto radical criado no Brasil. Mais precisamente, surgiu em Niterói-RJ no ano de 1972 pelo carioca Sérgio dos Santos Coelho, mais conhecido como "Sérgio Bicho Solto", quando o mesmo desceu pela encosta de uma montanha a toda velocidade aplicando manobras iguais as que fazia na água.
Diferentemente do surfe tradicional, neste esporte não se usa prancha. Os equipamentos usados são: tênis resistente, luvas, joelheiras e cotoveleiras. Para vestir, camisetas e calças longas, ou bermudas.